# إعلان حالة حب (مسلسل)
إعلان حالة حب هو مسلسل تلفزيوني عراقي عرض في عام 2009.

## الممثلون
- سامي قفطان
- جواد الشكرجي
- سنان العزاوي
- علي عبد الحميد
- عبد الجبار الشرقاوي
- ريام الجزائري
- آسيا كمال
- عادل عباس
- راميا نبيل
- جمانة كريم
- كريم محسن